# 멸망의 창조
《멸망의 창조》(영어: Fat Man and Little Boy, 영국 제목은 영어: Shadow Makers)는 미국에서 제작된 롤런드 조페이 감독의 1989년 서사 시대극 전쟁 드라마 영화이다. 폴 뉴먼 등이 출연하였고, 토니 가넷 등이 제작에 참여하였다.

## 출연진
- 폴 뉴먼
- 드와이트 슐츠
- 보니 버딜리아
- 존 큐색
- 로라 던
- 프레드 돌턴 톰프슨
- 존 C. 맥긴리
- 너태샤 리처드슨
- 론 바우터
- 델 클로스
- 존 콘시다인
- 토드 필드
- 에드 로터
- 제럴드 하이컨
- 제임스 엑하우스
- 메리 팻 글리슨
- 클라크 그레그

## 기타 제작진
- 미술: 그레그 폰세이카
- 의상: 닉 이드